# Screen Rant
Screen Rant è un sito web che tratta di televisione, cinema e videogiochi. Il sito venne lanciato da Vic Holtreman nel 2003, e aprì il suo primo ufficio a Ogden, nello Utah.